# Leskovac
Pour les articles homonymes, voir Leskovac (homonymie).
Leskovac (en serbe cyrillique : Лесковац) est une ville de Serbie située dans le district de Jablanica. Au recensement de 2011, la ville intra muros comptait 60 288 habitants et le territoire dont elle est le centre, appelé Ville de Leskovac (Град Лесковац et Grad Leskovac), 144 206.
Leskovac est située au pied du mont Hisar, à 290 km de Belgrade. Leskovac est le centre administratif du district de Jablanica.
Au XIIe siècle, Stefan Nemanja reçut la région en cadeau de l’Empire byzantin. À cette époque, la ville fut appelée Dubočica. On trouve le nom de Leskovac pour la première fois dans un document du XIVe siècle. Les Turcs l’appelèrent Hisar, terme qui signifie « la forteresse ». Au milieu du XIXe siècle, Leskovac était, par sa population, la deuxième ville de Serbie après Belgrade ; elle était spécialisée dans l’industrie textile, au point qu’on la surnommait « le petit Manchester ». La situation économique actuelle de la ville est assurément moins florissante ; en revanche, Leskovac est avec Niš un des centres économiques et culturels de la Serbie du sud.

## Géographie
La municipalité de Leskovac est située dans la dépression de Leskovac, qui s'étend en longueur sur 50 km et en largeur sur 45 km. Elle couvre une superficie de 1 052 km2 et compte une population de 162 000 habitants, répartis dans 144 villes et villages. Leskovac est un point obligé sur la route qui mène de Belgrade à Athènes.
La ville est entourée par les monts Babička gora (1 038 m), Seličevica (903 m), Kruševica (910 m) et Suva planina à l'est, Radan (1 409 m) et Pasjača (971 m) à l'ouest, Kukavica et Čemernik (1 638 m) au sud ; au nord, elle est bordée par la dépression de Niš et, au sud, par les gorges de Grdelica, près de la dépression de Vranje-Bujanovac. La vallée de Leskovac, quant à elle, s'élève à une altitude comprise entre 210 m et 240 m.

## Hydrographie
Le réseau hydrographique de la région de Leskovac est particulièrement dense, notamment en ce qui concerne les nappes souterraines. La rivière la plus importante de la région est la Južna Morava, avec ses affluents comme la Veternica, la Jablanica, la Vučjanka et la Pusta reka. Un ensemble de barrages a créé des lacs artificiels, comme ceux de Brestovac (en serbe : Brestovačko jezero), de Barje et le lac Vlasina (Vlasinsko jezero). Ce lac, situé dans la municipalité de Surdulica, est un lac artificiel ; il s'élève à 1 205 m d'altitude, sur un plateau à proximité de la frontière avec la Bulgarie ; il s'étend sur une longueur de 13 km et sur une largeur d'environ 3 km, avec une profondeur de 12 m ; à son plus haut niveau, le lac couvre une superficie de 16,5 km2, avec un volume de 168 106 m3, et, en période de basses eaux, il couvre une superficie de 5,6 km2.

## Climat
La station météorologique de Leskovac, située à 230 m d'altitude, enregistre des données depuis 1895 (coordonnées 42° 59′ N, 21° 57′ E). La région de Leskovac jouit d'un climat continental tempéré.
La température maximale jamais enregistrée à la station a été de 43,7 °C le 24 juillet 2007 et la température la plus basse a été de −30,3 °C le 13 janvier 1985. Le record de précipitations enregistré en une journée a été de 92 mm le 26 juin 1954. La couverture neigeuse la plus importante a été de 124 cm le 31 janvier 1963.
Pour la période de 1961 à 1990, les moyennes de température et de précipitations s'établissaient de la manière suivante :
| Mois                                       | Janv | Fév  | Mars | Avr  | Mai  | Juin | Juil | Août | Sept | Oct  | Nov  | Déc  | Année |
| ------------------------------------------ | ---- | ---- | ---- | ---- | ---- | ---- | ---- | ---- | ---- | ---- | ---- | ---- | ----- |
| Températures maximales moyennes (°C)       | 3,3  | 6,7  | 12,1 | 17,8 | 22,7 | 25,5 | 27,8 | 28,1 | 24,4 | 19,6 | 11,3 | 4,9  | 16,9  |
| Températures moyennes (°C)                 | -0,8 | 1,9  | 6,2  | 11,3 | 16,2 | 19,0 | 20,7 | 20,3 | 16,4 | 11,0 | 5,8  | 1,0  | 10,8  |
| Températures minimales moyennes (°C)       | -4,8 | -2,4 | 0,9  | 5,1  | 9,6  | 12,5 | 13,4 | 12,9 | 9,7  | 5,1  | 1,3  | -2,5 | 5,1   |
| Moyennes mensuelles de précipitations (mm) | 39,8 | 42.6 | 49.0 | 49,9 | 57,3 | 74,0 | 43,7 | 43,7 | 45,2 | 34,4 | 64,6 | 50,2 | 594,4 |

## Histoire
Au Ve siècle av. J.-C., l'historien grec Hérodote mentionne un village illyrien, habité par des Dardaniens, à l'emplacement de l'actuelle ville de Leskovac. Au IIe siècle, les Romains vainquirent les Illyriens et construisirent une forteresse sur la rive gauche de la rivière Veternica, au mont Hisar.
Au XIIe siècle, l'empereur byzantin Manuel Ier Comnène offrit à Stefan Nemanja le territoire de l'actuelle Leskovac. La ville portait alors le nom de Dubočica. En 1348, le roi Stefan Dušan offrit le village au monastère de Hilandar. En 1395, la princesse Milica, devenue nonne sous le nom d'Efimija, offrit aux monastères du Mont Athos un monastère, une maison et deux serviteurs. C'est à ce moment-là qu'il est fait mention pour la première fois de la ville de Leskovac.
Les Turcs attaquèrent la ville en 1454. Mais le voïvode Nikola Skobaljić les arrêta près du village de Bilje, après leur avoir infligé de lourdes pertes. Le 16 novembre 1454, Nikola Skobaljić fut fait prisonnier avec son oncle et fut tué sous la torture. La région resta aux mains des Ottomans jusqu'en 1878, date à laquelle la principauté de Serbie obtint une indépendance totale vis-à-vis de la Sublime Porte. Pendant la période turque, la ville fut le centre du pachalik de Leskovac. En 1837, Leskovac comptait 3 000 foyers, dont 2 400 Chrétiens, 500 Turcs, 30 Tziganes et 10 Juifs, pour une population totale de 15 000 habitants.
La première filature de la municipalité fut ouverte en 1884 dans le village de Stajkovce. Une usine de coton suivit en 1896. En 1895, Zika Obrenović installa une imprimerie dans la ville.

### Leskovac entre 1915 et 1941
En 1938, Leskovac comptait 18 000 habitants et était un des centres industriels les plus importants du royaume de Yougoslavie : les industries de coton de la ville, avec celles de Vucje et de Grdelica, représentaient alors 40 % de la production de textile du pays. Outre ces usines textiles, la ville comptait également 5 fonderies, 3 usines de céramique, 6 moulins, ainsi que des usines de gomme, de savon, de bière, de glace. On y dénombrait 375 marchands et 579 artisans.

### Leskovac entre 1941 et 1945
Les 6 et 8 avril 1941, la ville fut bombardée par les Nazis. La gare et les rues principales en direction du mont Hisar furent, elles aussi, pilonnées. La fonderie Sava fut détruite. Les Allemands entrèrent dans la ville le 12 avril 1941.
Le 6 septembre 1944, les bombardiers américains B-29, en tout 50 avions, bombardèrent la ville qui fut complètement détruite. D'après les estimations effectuées après la guerre, entre 2 500 à 4 000 personnes trouvèrent la mort. La reconstruction de la ville dura jusqu'en 1948.

## Localités de la Ville de Leskovac

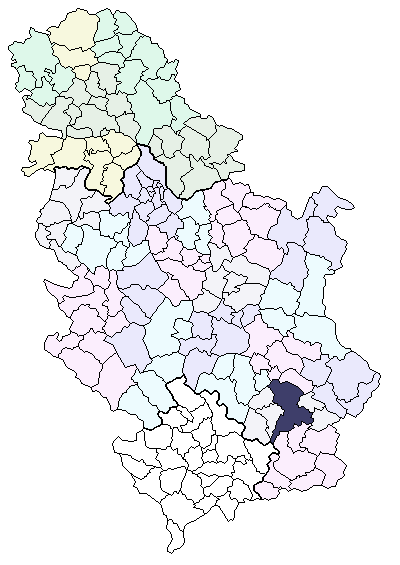
Localisation de la municipalité de Leskovac en Serbie

Le territoire de la Ville de Leskovac (ex-municipalité), compte 144 localités :
| - Babičko - Badince - Barje - Belanovce - Beli Potok - Bistrica - Bobište - Bogojevce - Bojišina - Boćevica - Bratmilovce - Brejanovce - Brestovac - Brza - Bričevlje - Bukova Glava - Bunuški Čifluk - Velika Biljanica - Velika Grabovnica - Velika Kopašnica - Velika Sejanica - Veliko Trnjane - Vilje Kolo - Vina - Vinarce | - Vlase - Vučje - Gagince - Golema Njiva - Gorina - Gornja Bunuša - Gornja Jajina - Gornja Kupinovica - Gornja Lokošnica - Gornja Slatina - Gornje Krajince - Gornje Sinkovce - Gornje Stopanje - Gornje Trnjane - Gornji Bunibrod - Gradašnica - Grajevce - Graovo - Grdanica - Grdelica - Grdelica (selo) - Guberevac - Dedina Bara - Dobrotin - Donja Bunuša | - Donja Jajina - Donja Kupinovica - Donja Lokošnica - Donja Slatina - Donje Brijanje - Donje Krajince - Donje Sinkovce - Donje Stopanje - Donje Trnjane - Donji Bunibrod - Draškovac - Drvodelja - Drćevac - Dušanovo - Žabljane - Živkovo - Žižavica - Zagužane - Zalužnje - Zlokućane - Zloćudovo - Zoljevo - Igrište - Jarsenovo - Jašunja | - Jelašnica - Kaluđerce - Karađorđevac - Kaštavar - Kovačeva Bara - Kozare - Koraćevac - Krpejce - Kukulovce - Kumarevo - Kutleš - Leskovac - Lipovica - Ličin Dol - Mala Biljanica - Mala Grabovnica - Mala Kopašnica - Manojlovce - Međa - Melovo - Milanovo - Miroševce - Mrkovica - Mrštane - Navalin | - Nakrivanj - Nesvrta - Novo Selo - Nomanica - Oraovica (Grdelica) - Oraovica (Crkovnica) - Orašac - Oruglica - Padež - Palikuća - Palojce - Petrovac - Pečenjevce - Piskupovo - Podrimce - Predejane - Predejane (selo) - Presečina - Priboj - Ravni Del - Radonjica - Razgojna - Rajno Polje - Rudare - Svirce | - Slavujevce - Slatina - Smrdan - Strojkovce - Stupnica - Suševlje - Todorovce - Tulovo - Tupalovce - Turekovac - Crveni Breg - Crkovnica - Crcavac - Čekmin - Čifluk Razgojnski - Čukljenik - Šainovac - Šarlince - Šišince |

En application de la loi sur l'organisation territoriale de la Répbulique de Serbie, votée le 28 décembre 2007, Leskovac a obtenu le statut officiel de « ville » ou « cité »  (en serbe, au singulier : Град et Grad ; au pluriel : Градови et Gradovi). Vučje et Grdelica sont officiellement classées parmi les « localités urbaines » (en serbe : градско насеље et gradsko naselje) ; toutes les autres localités de la municipalité sont considérées comme des « villages » (село/selo).

## Démographie

### Ville

#### Évolution de la population dans la ville
| 1948   | 1953   | 1961   | 1971   | 1981   | 1991   | 2002   | 2011   |
| ------ | ------ | ------ | ------ | ------ | ------ | ------ | ------ |
| 20 913 | 24 553 | 34 396 | 45 478 | 56 110 | 62 053 | 63 185 | 59 610 |

## Politique

### Élections de 2004
À la suite des élections locales serbes de 2004, les 75 sièges de l'assemblée municipale de Leskovac se répartissaient de la manière suivante :
| Parti                        | Sièges |
| ---------------------------- | ------ |
| Coalition « Pour Leskovac »  | 15     |
| Parti socialiste de Serbie   | 12     |
| Parti socialiste populaire   | 11     |
| Mouvement serbe du renouveau | 10     |
| Parti radical serbe          | 9      |
| Parti démocratique de Serbie | 8      |
| Parti démocratique           | 7      |
| Nouvelle Serbie              | 3      |

### Élections de 2008
À la suite des élections locales serbes de 2008, les 75 sièges de l'assemblée de la Ville de Leskovac se répartissaient de la manière suivante, :
| Parti | Sièges |
| --- | ------ |
| Parti démocratique                                                                                       | 25     |
| Parti radical serbe                                                                                      | 23     |
| Parti démocratique de Serbie - Nouvelle Serbie                                                           | 9      |
| G17 Plus                                                                                                 | 7      |
| Parti socialiste de Serbie - Parti des retraités unis de Serbie - Mouvement Force de la Serbie et alliés | 6      |
| Parti socialiste populaire - Parti social-démocrate                                                      | 5      |

Slobodan Kocić, membre du Parti démocratique du président Boris Tadić, a été élu maire (en serbe : Градоначелник et Gradonačelnik) de la Ville de Leskovac ; il était à la tête de la coalition Pour une Serbie européenne, soutenue par le président Tadić et composée du Parti démocratique et du parti G17 Plus.

## Culture

### Religions

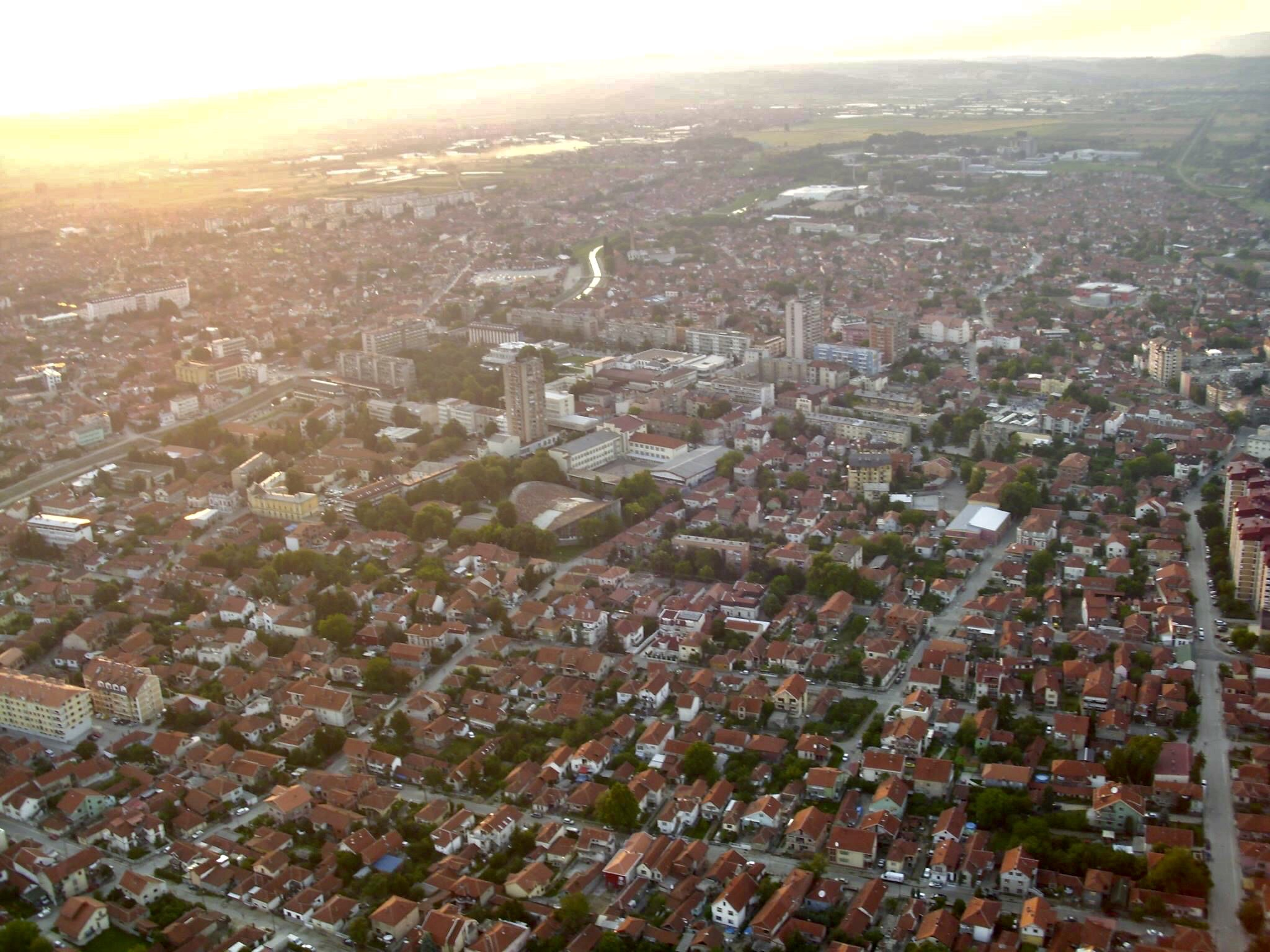
Ville de Leskovac vue du ciel

### Roštiljijada
La Roštiljijada (en serbe cyrillique : Роштиљијада), est un festival consacré aux amateurs de viande cuite au grill. Il a lieu chaque année au début de septembre, pour une durée de cinq jours, et attire un grand nombre de visiteurs venus de toute la Serbie. Pendant l'événement, le boulevard principal de Leskovac est fermé à la circulation et des restaurants s'improvisent en pleine rue. On y organise toutes sortes d'animations et de concours, comme celui de la plus grande pljeskavica ; ce sandwich, typiquement serbe, est composé d'un mélange d'agneau et de bœuf grillés avec des oignons ; il est servi chaud dans un somun, c'est-à-dire un épais pain pita, des quantités gargantuesques sont aussi utilisées dans la confection de ćevapi. La Roštiljijada constitue l'un des moments forts de l'année à Leskovac.

### Architecture

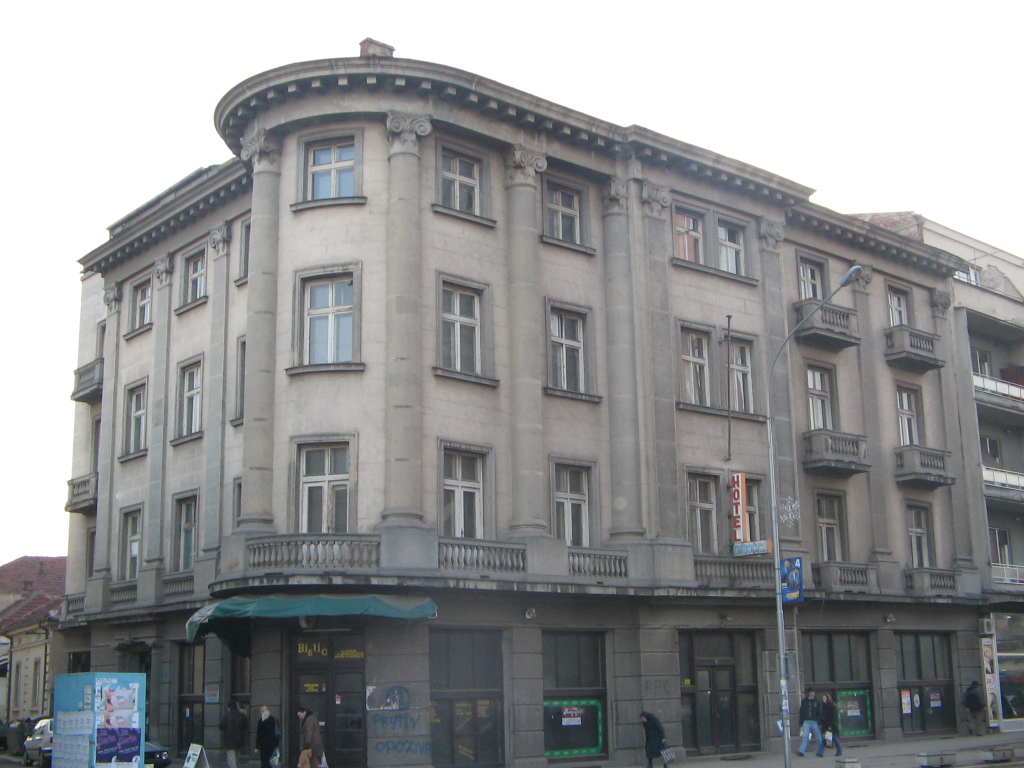
L'hôtel Dubočica à Leskovac
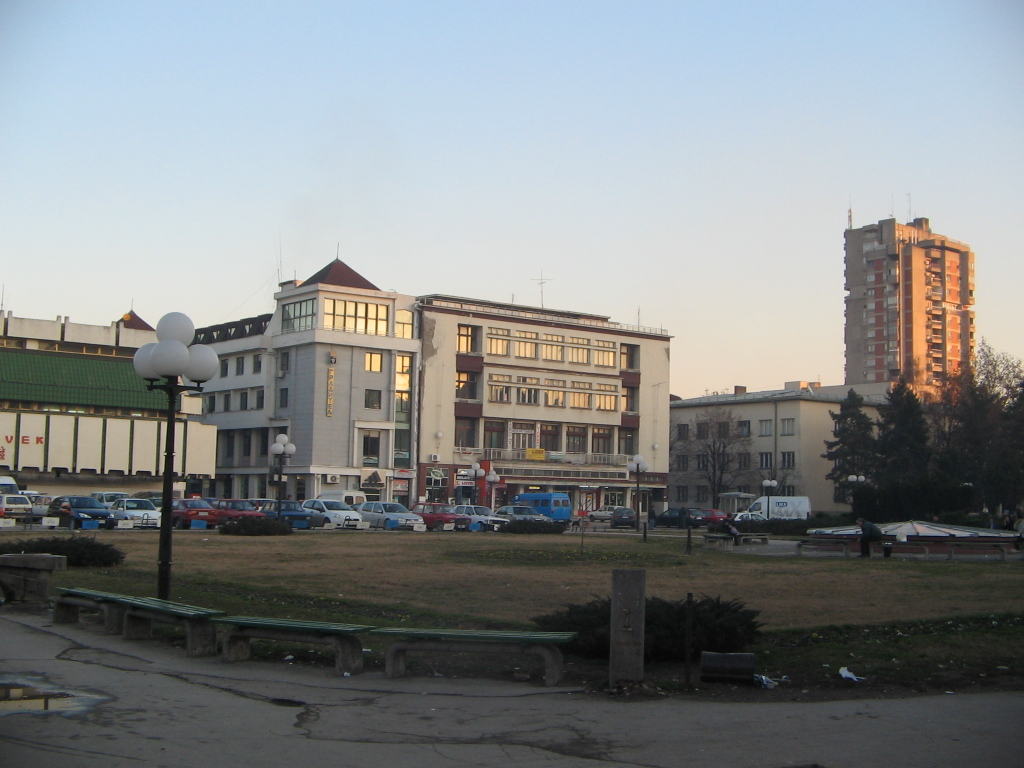
La Maison des syndicats à Leskovac

## Sport
KK Zdravlje Leskovac (basket-ball)

## Éducation
Leskovac abrite la Faculté de technologie de l'Université de Niš.

## Économie
Leskovac est le siège de la société Zdravlje, qui travaille dans le domaine de l'industrie pharmaceutique et qui entre dans la composition du BELEXline, l'un des trois indices de la Bourse de Belgrade.

## Personnalités
- Petar Pejčić (2002-), violoncelliste  serbe ;
- Toma Zdravjović, chanteur ;
- Miodrag Stojković, généticien ;
- Gojko Mitić, acteur.

## Coopération internationale
Leskovac est jumelée avec les villes suivantes :
- Kyoustendil (Bulgarie)
- Plovdiv (Bulgarie)
- Silistra (Bulgarie)
- Novo Mesto (Slovénie)

En outre, Leskovac a signé un accord de partenariat avec la ville de Koumanovo, en République de Macédoine[réf. nécessaire].